# 5136 Baggaley
5136 Baggaley este un asteroid din centura principală de asteroizi.

## Descriere
5136 Baggaley este un asteroid din centura principală de asteroizi. A fost descoperit pe 20 octombrie 1990 la Siding Spring de Robert H. McNaught. Asteroidul prezintă o orbită caracterizată de o semiaxă mare de 3,02 ua, o excentricitate de 0,11 și o înclinație de 11,2° în raport cu ecliptica.